# Cheffois
Cheffois är en kommun i departementet Vendée i regionen Pays de la Loire i västra Frankrike. Kommunen ligger i kantonen La Châtaigneraie som tillhör arrondissementet Fontenay-le-Comte. År 2022 hade Cheffois 1 002 invånare.

## Befolkningsutveckling
Antalet invånare i kommunen Cheffois
| Referens: INSEE |